# Bunhill Fields

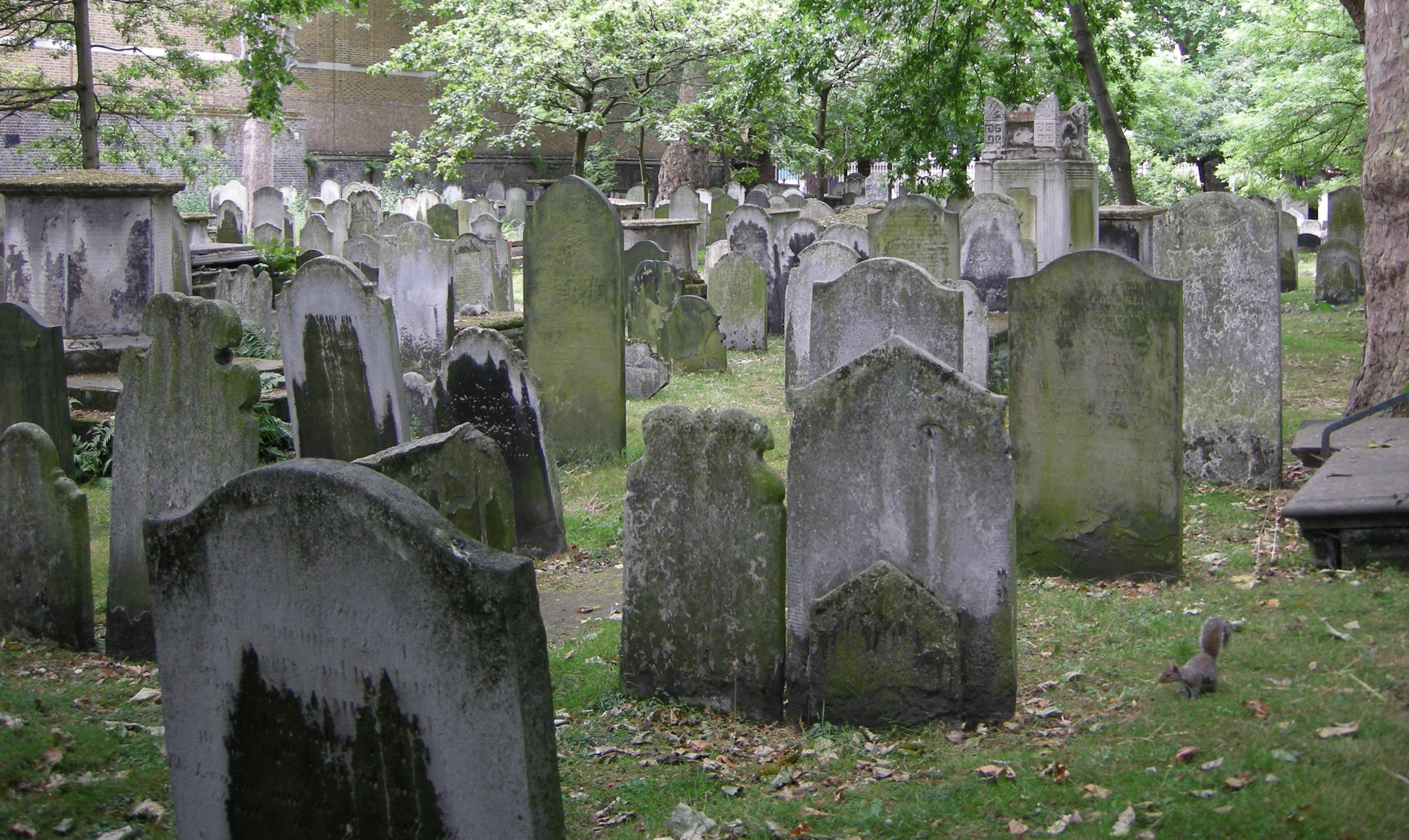
Sepulturas antigas no Bunhill Fields

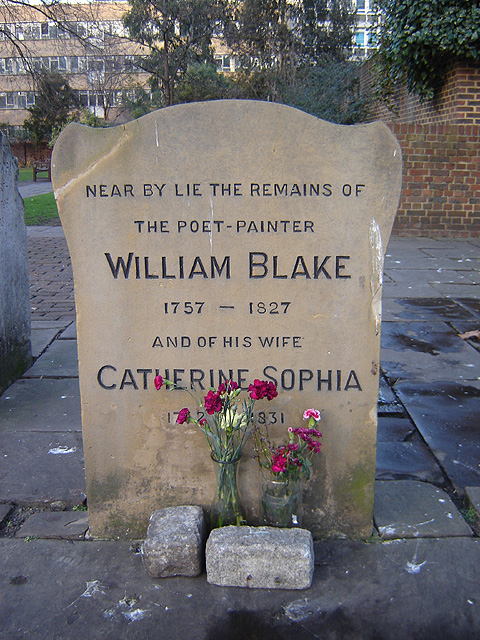
Sepultura simbólica de William Blake, sendo desconhecido o local exato de sua sepultura

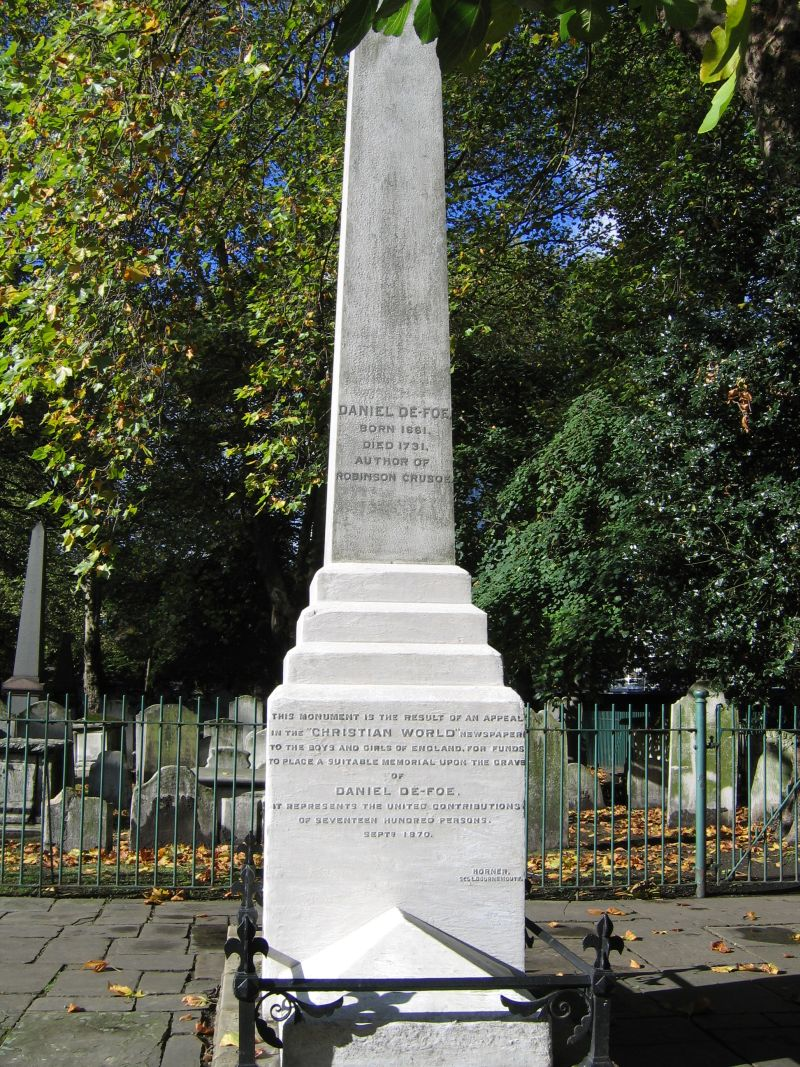
Daniel Defoe

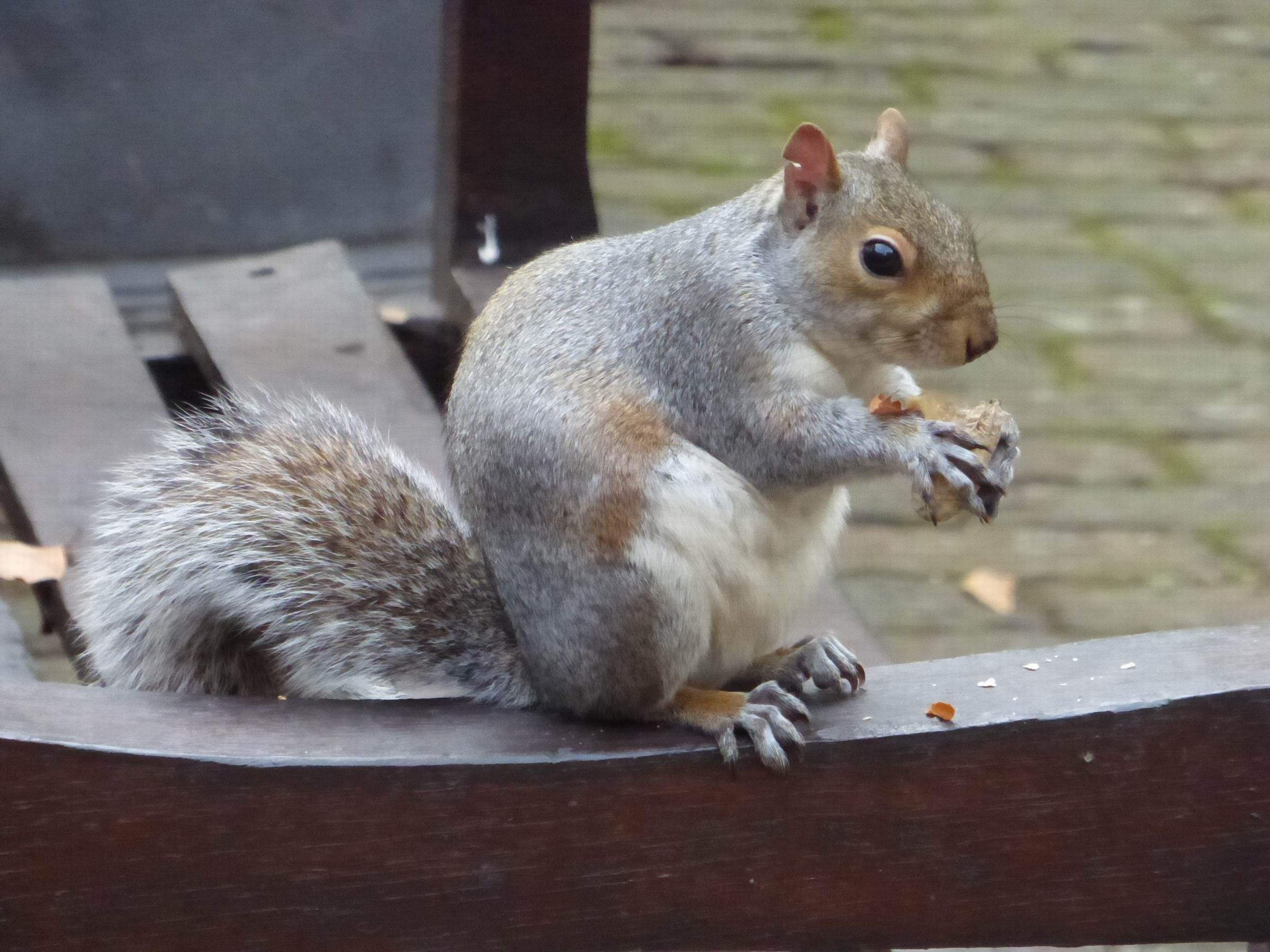
Esquilo-cinzento no Bunhill Fields

Bunhill Fields é um cemitério desativado no borough da Grande Londres Islington, que funcionou desde o final do século XVII até seu fechamento em 1855 para sepultamento dos não-conformistas.
Dentre as personalidades sepultadas neste cemitério constam o teólogo e escritor John Bunyan (autor de O Peregrino), o escritor Daniel Defoe (autor de Robinson Crusoe), o poeta William Blake (autor de Jerusalém, George Fox (co-fundador dos Quaker), o teólogo John Owen (um dos mais influentes puritanos), o teólogo Theophilus Lindsey (fundador do unitarismo inglês), o compositor Isaac Watts e o matemático Thomas Bayes.